# Kościół św. Otylii w Paryżu
Kościół św. Otylii (fr. Église Sainte-Odile) – rzymskokatolicka świątynia w Paryżu, w 17. dzielnicy.
Budynek wzniesiono w latach 1935-1946 według projektu Jacques’a Barge’a. Budowę nadzorował Edmond Loutil, ówczesny proboszcz sąsiedniej parafii z siedzibą w kościele Saint-François de Sales. W maju 2001 roku kościół wpisano do rejestru zabytków.

## Architektura
Budowla modernistyczna, posiadająca jedną, trójprzęsłową nawę, z dwiema półkulistymi kaplicami po jej południowo-wschodniej stronie. Te są równej wysokości oraz szerokości co nawa, której wszystkie przęsła wieńczą łącznie 3 kopuły. Portal główny jest podobnej wysokości co arkady naw, jest wypełniony licznymi płaskorzeźbami. Po lewej stronie fasady znajduje się wysoka na 72 metry wieża, która jest najwyższą dzwonnicą w Paryżu.

## Galeria

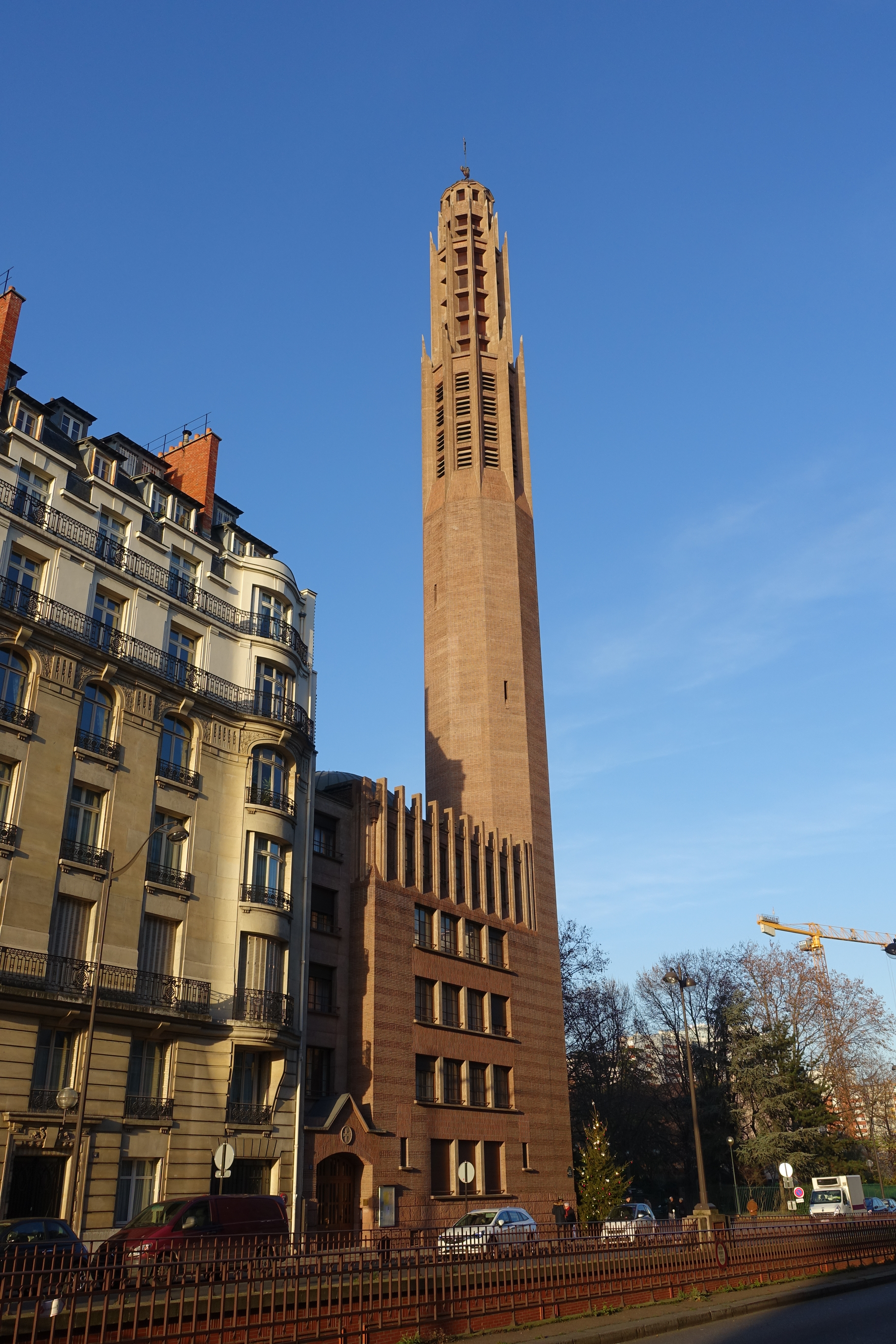
Wieża
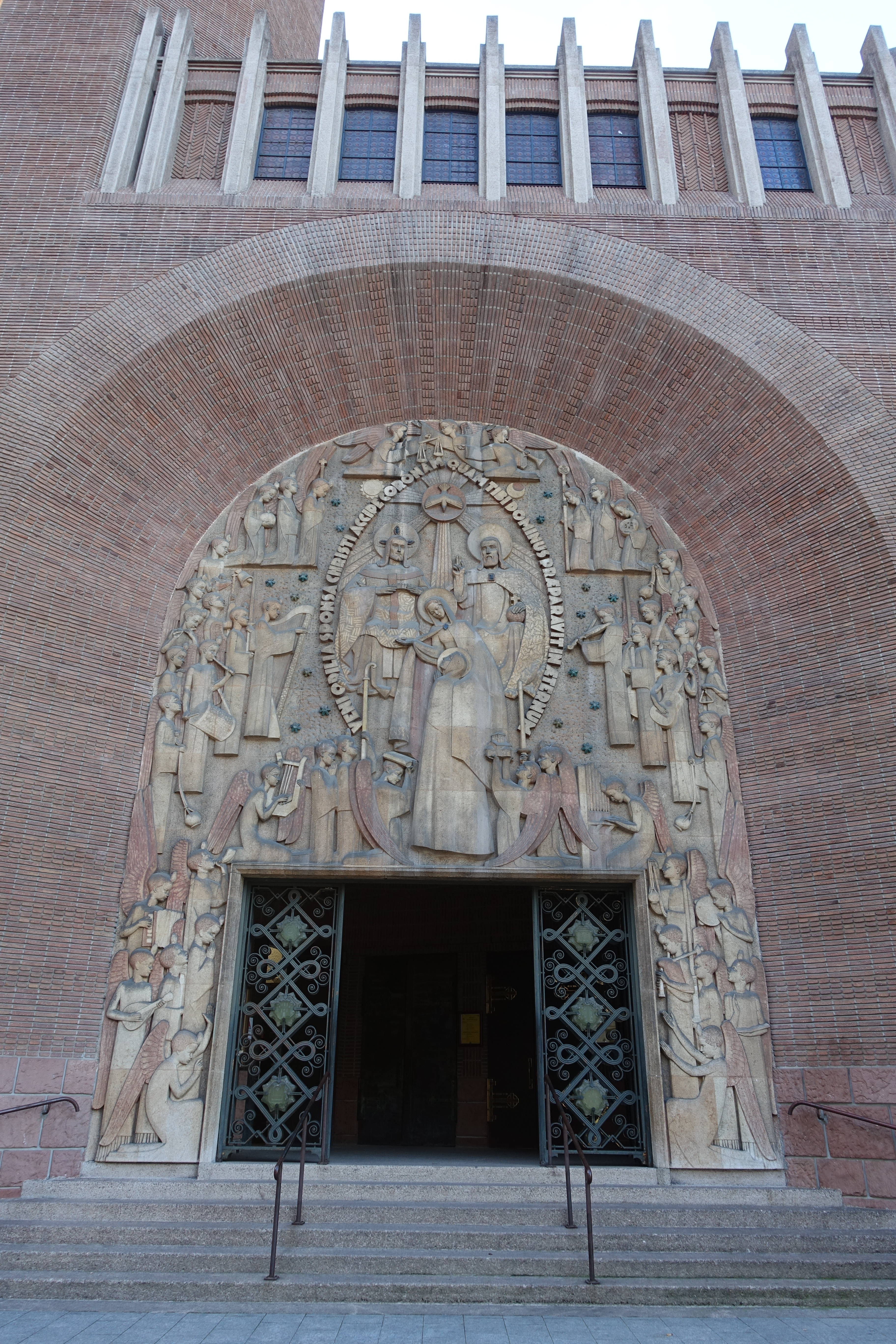
Portal główny, widoczne reliefy
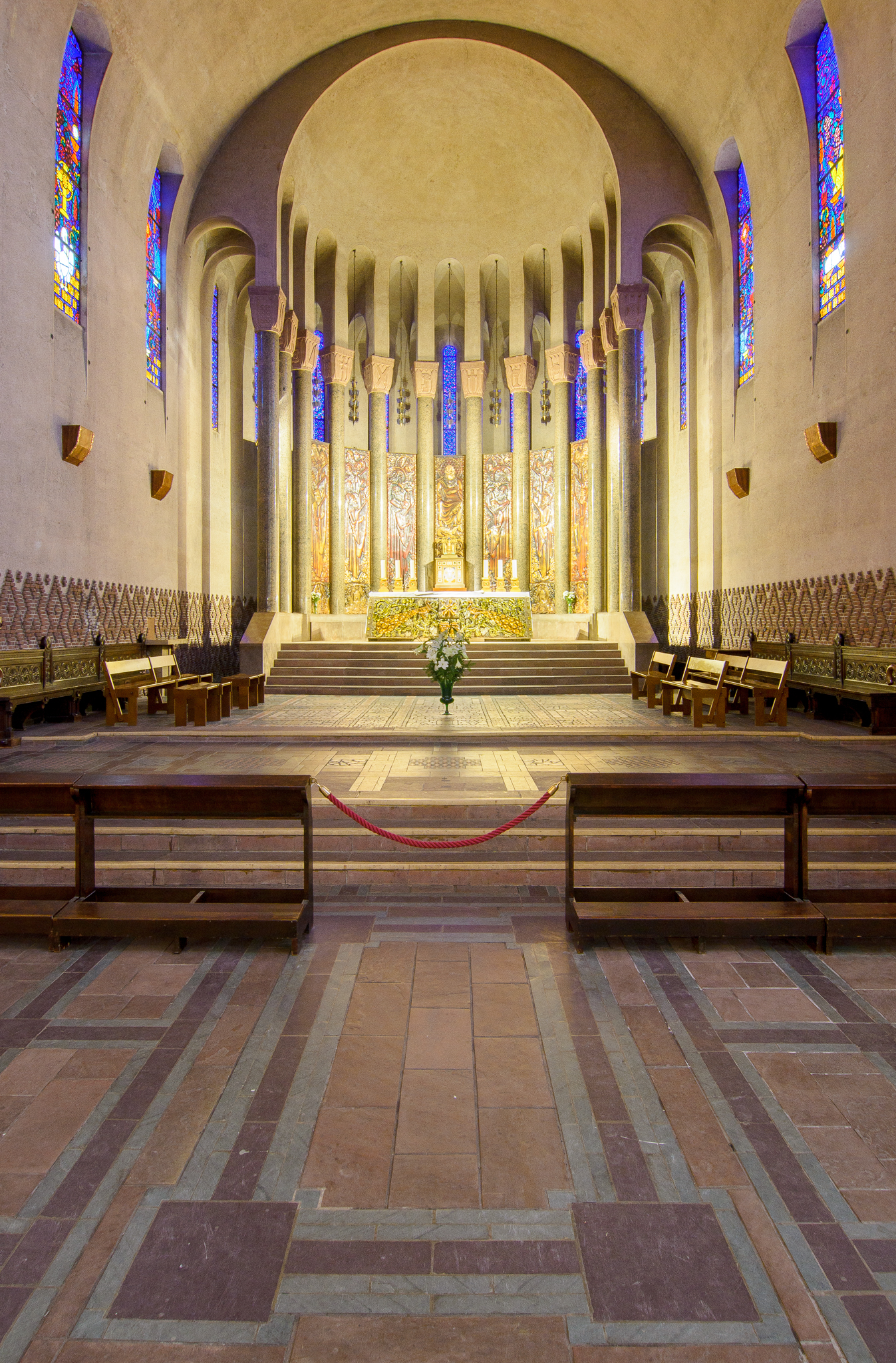
Prezbiterium
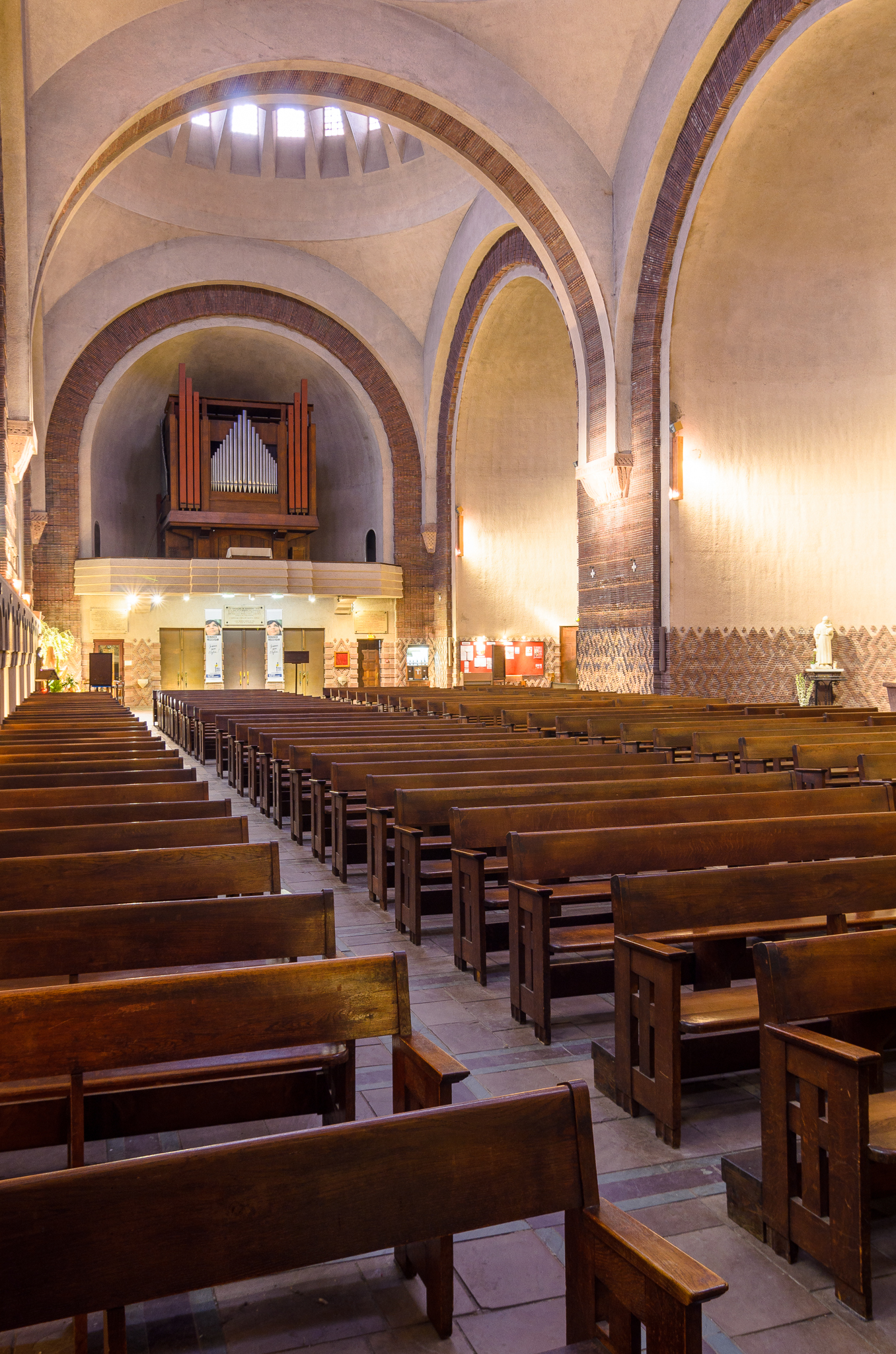
Nawa
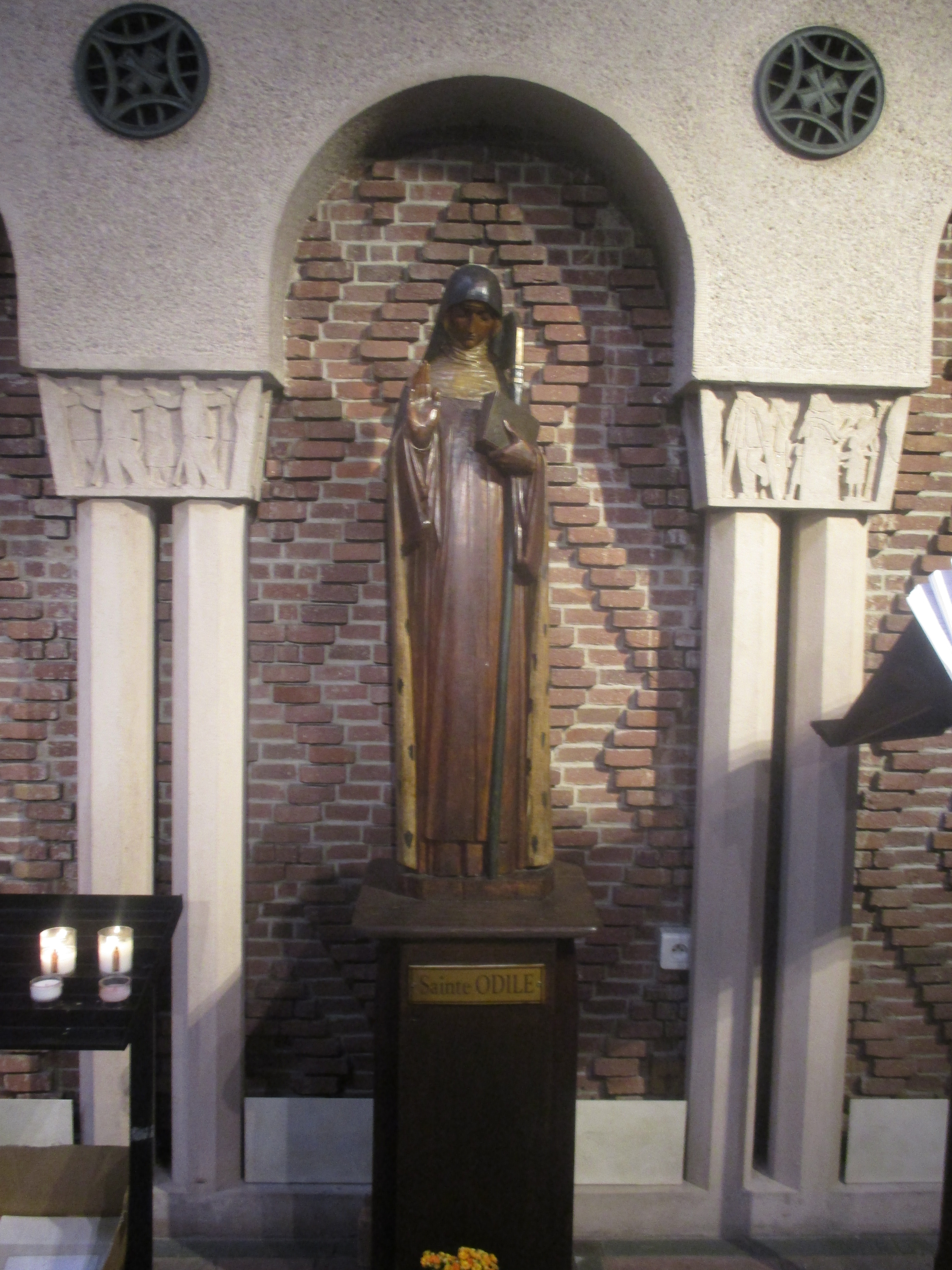
Figura św. Otylii